# Angelica Schuyler Church

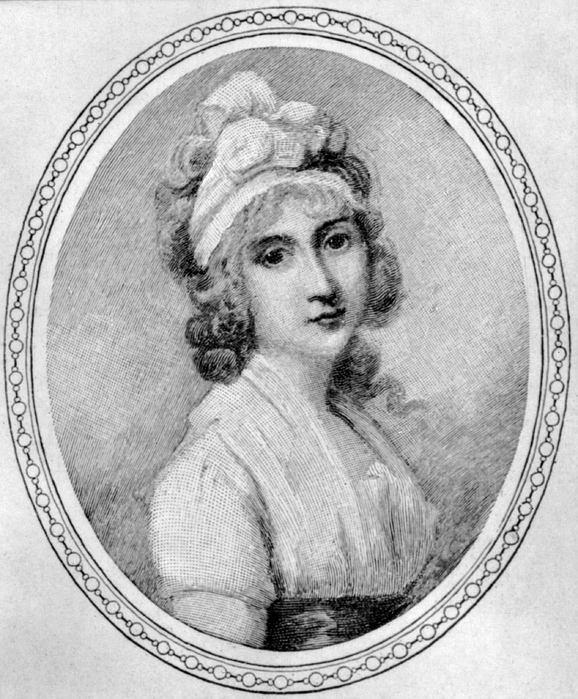
Angelica Church, Radierung nach einem Gemälde von Richard Cosway (ca. 1790)

Angelica Church, geborene Schuyler, (geboren am 20. Februar 1756 in Albany; gestorben am 6. März 1814 in New York City) war eine prominente Vertreterin der gesellschaftlichen Oberschicht im Staat New York während der Zeit der Unabhängigkeitskriege und ersten Jahre der USA. Sie ist berühmt wegen ihrer Briefwechsel mit bedeutenden Politikern dieser Epoche. Die Ortschaft „Angelica“ und die Stadt „Angelica“ im Allegany County im Bundesstaat New York sind nach ihr benannt.

## Herkunft und Jugend
Angelica Schuyler wurde 1756 als ältestes Kind von Philip Schuyler und Catherine Van Rensselaer Schuyler in Albany, New York geboren. Ihre Eltern entstammen beide wohlhabenden, ursprünglich niederländischen Familien, ihr Vater war General der amerikanischen Kontinentalarmee im Amerikanischen Unabhängigkeitskrieg und später Senator des Staates New York. Ihr Bruder Philip J. Schuyler war Mitglied des Repräsentantenhauses, ihre Schwester Eliza war mit dem ersten amerikanischen Finanzminister Alexander Hamilton verheiratet.
Angelica wuchs während der Wirren der Amerikanischen Revolution auf und war mit vielen der politischen Führer bekannt. Aufgrund der gesellschaftlichen und politischen Stellung ihres Vaters war ihr Elternhaus Schuyler Mansion Schauplatz vieler Beratungen und Begegnungen.
Einer der Besucher im Jahr 1776 war John Barker Church, ein britischer Kaufmann, der ein Vermögen gemacht hatte durch die Versorgung der amerikanischen und französischen Armeen. In der Zeit ihrer ersten Begegnung und der sich daraus entwickelnden Beziehung war Church im Auftrag des Kontinentalkongresses dabei, den Versorgungsbedarf der Armee festzustellen. Da Angelica wusste, dass ihr Vater einer Eheschließung ablehnend gegenüberstand, brannte sie 1777 mit John Church durch. Sie heirateten im gleichen Jahr und hatten zusammen in der Folge acht Kinder. 

## Europa

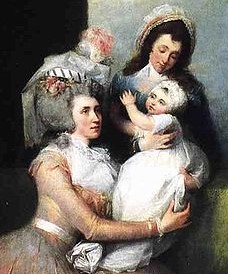
Angelica Church mit ihrem Sohn Philip und einem Diener, Gemälde von John Trumbull (ca. 1785)

1783 zog die Familie Church nach Europa, wo sie sich von kurzen Besuchen in Amerika abgesehen 16 Jahre lang aufhielt.
Bis 1785 lebte Angelica mit ihrer Familie in Paris, wo John als Gesandter der Vereinigten Staaten bei der französischen Regierung tätig war. Angelica begegnete hier den Berühmtheiten ihrer Zeit und ihr gewinnendes Wesen führte zu lang bestehenden Freundschaften u. a. mit Benjamin Franklin, dem damaligen US-Delegationsleiter, mit Franklins Nachfolger Thomas Jefferson und mit dem Marquis de Lafayette.
Nach einem Kurzbesuch in New York 1785 segelte die Familie nach England und ließ sich in London nieder. Als Ehefrau eines sehr wohlhabenden Mannes wurde Angelica Mitglied eines hochgestellten Gesellschaftszirkels, dem auch der Prince of Wales und spätere König Georg IV., der Führer der Whig-Partei Charles James Fox und der Dramatiker Richard Brinsley Sheridan angehörten. Sie war auch mit dem emigrierten amerikanischen Maler John Trumbull befreundet, zu dessen Werken einige der berühmtesten Porträts von Repräsentanten der jungen USA stammen. Künstler wie Richard und Maria Cosway gehörten ebenfalls zu ihren näheren Bekannten in Europa.
In der Absicht, sich um einen Sitz im Parlament des Vereinigten Königreichs zu bewerben, kaufte John Church ein Landhaus in Wendover, Buckinghamshire. Von 1790 bis 1796 war er Parlamentarier in Westminster. 1789 besuchte Angelica ihre Heimat, um an den Feierlichkeiten zur Amtseinführung von George Washington als erster Präsident der Vereinigten Staaten teilzunehmen.

## Rückkehr nach Amerika und Gründung von Angelica, N.Y.

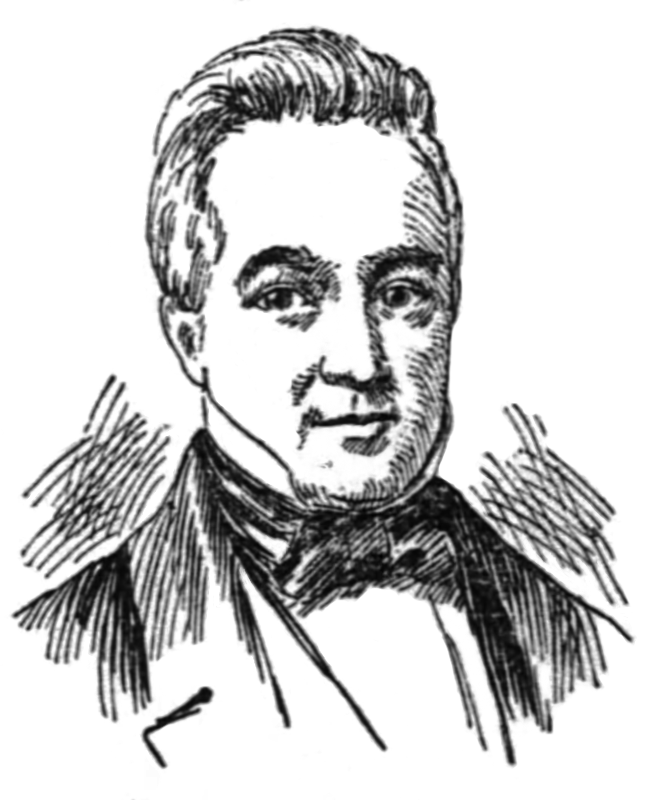
Philip Church, der älteste Sohn von Angelica und John Barker Church

John und Angelica Church besuchten im Mai 1797 erneut die Vereinigten Staaten und zogen 1799 endgültig wieder nach New York zurück.
Im Mai 1796 hatte John Barker Church seinem Freund Robert Morris eine Hypothek auf 40.000 ha Land in den heutigen Allegany County und Genesee County, New York gewährt. Nachdem Morris zahlungsunfähig war, erwarb der älteste Church-Sohn Philip das Land im Mai 1800 im Rahmen einer Zwangsvollstreckung. 1801 bereiste Philip das Gebiet nahe der Grenze zu Pennsylvania zusammen mit einer Gruppe von Landvermessern unter Leitung von Moses Van Campen. Philip Church wählte geeignetes Gelände zur Gründung einer Ortschaft am Ufer des Genesee River aus, die in ihrer Gestaltung an Paris erinnern sollte. Es wurde eine Ringstraße errichtet, die einen Stadtpark in der Stadtmitte umschloss, von der aus sternförmig Straßen abgingen und um die herum fünf Kirchen errichtet wurden. Philip benannte die Ortschaft „Angelica“ nach seiner Mutter. Bis 1803 wurde das Gelände mit Blockhütten bebaut, außerdem errichtete Philip ein Sägewerk und eine Schrotmühle.
Philip Church verheiratete sich am 4. Februar 1805 in Philadelphia mit Anna Matilda Stewart. Bald nach ihrer Heirat zog das junge Paar nach „Angelica“ in ein kleines Haus am Ufer des Genesee River, welches im Ort bald das White House genannt wurde.

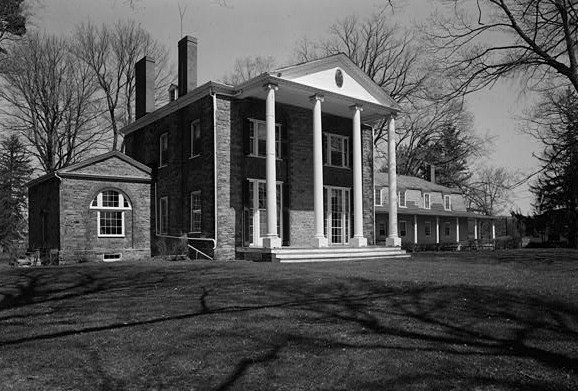
Villa Belvidere in „Angelica“

1806 begannen Angelica und John Barker Church in der Nähe mit dem Bau eines Landhauses mit 30 Zimmern, welches Villa Belvidere getauft wurde. Ursprünglich war es als Sommerresidenz der Familie geplant, 1810 wurde es dann aber Wohnsitz von Philip und Anna Church.

## Korrespondenzen und Privatleben
In der Library of Congress und anderen Archiven werden viele Briefe aus der persönlichen Korrespondenz von Angelica Church mit bedeutenden Persönlichkeiten wie Jefferson, Hamilton, Washington und Lafayette aufbewahrt. 1996 erwarb die University of Virginia eine Serie von 77 Briefen, darunter 13 von Jefferson geschriebene, die bis dahin von der Familie aufbewahrt wurden.

### Thomas Jefferson
In einem Brief an Angelica schrieb Jefferson leidenschaftlich: „Meine Freundin, lassen Sie uns unsere Gedanken zu diesem Thema austauschen. Sie werden in mir eine Haltung finden, wie sie Yorick zum piemontesischen Jahrmarkt mitbrachte.“ Jefferson spielt auf eine sexuell aufgeladene Szene in der damals populären Erzählung A Sentimental Journey Through France and Italy von Laurence Sterne an, in der eine Person namens Yorick Schlafgelegenheiten zu organisieren hat, weil er das Zimmer mit einer attraktiven Italienerin und ihrer Dienerin teilen muss.

### Alexander Hamilton

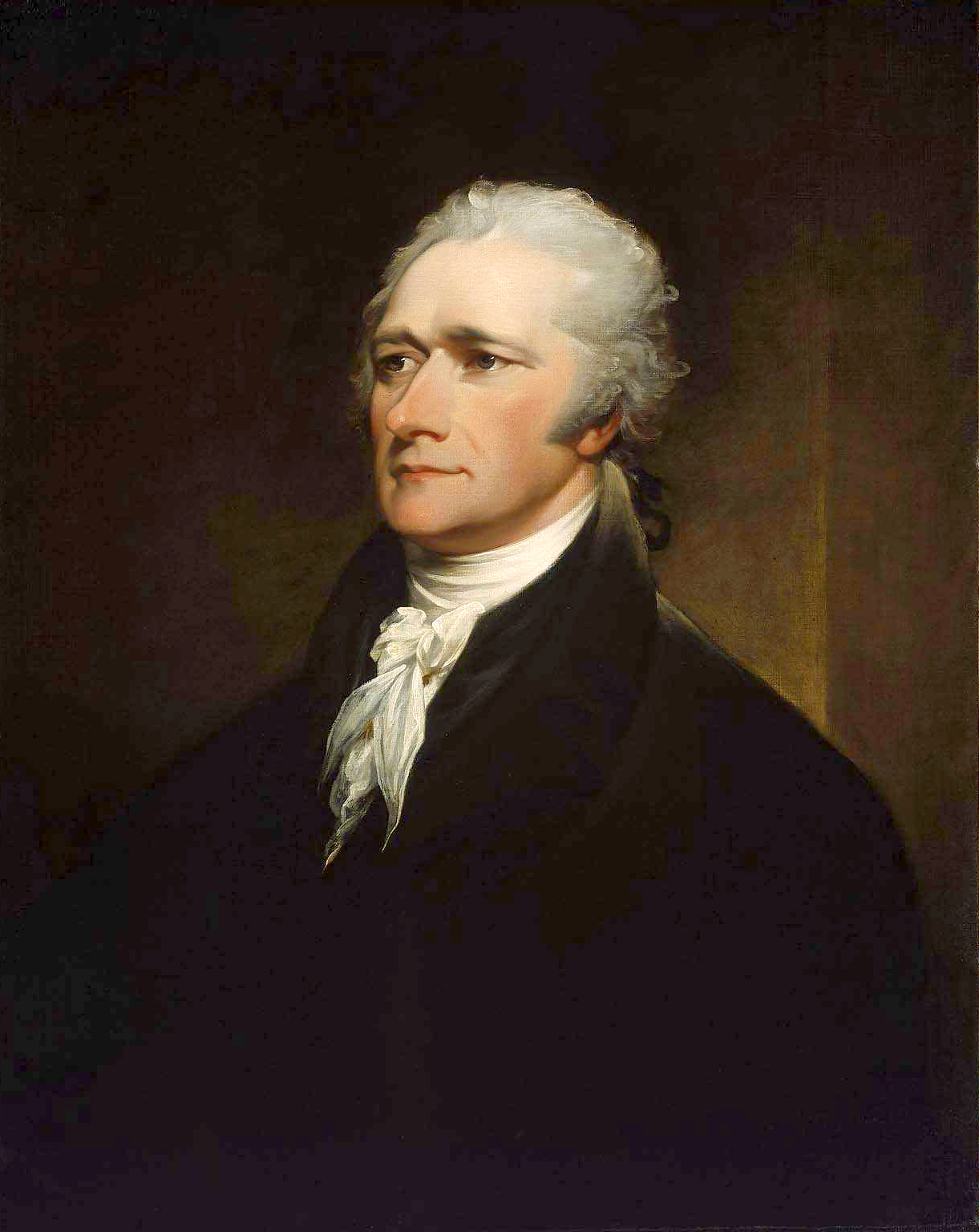
Alexander Hamilton auf einem Ölgemälde von John Trumbull, 1806

Der vertraute Umgang zwischen Angelica und ihrem Schwager Hamilton befeuerte Gerüchte, die über eine romantische Beziehung zwischen den beiden spekulierten. Ihr Briefwechsel, der in der Library of Congress aufbewahrt wird, zeigt ihre starke Freundschaft und tiefen wechselseitigen Gefühle. Hamilton-Biograph Ron Chernow schrieb, dass die Anziehung zwischen Hamilton und Angelica so stark und offensichtlich gewesen sei, dass viele eine Liebesbeziehung zwischen ihnen vermuteten. Zumindest sei es eine Freundschaft mit ungewöhnlicher Leidenschaft gewesen.
Ein Brief, den Angelica an ihre Schwester Elizabeth, Hamiltons Ehefrau, schrieb, kann als Beweis sexuellen Interesses gelesen werden oder als ausgelassener Scherz unter Schwestern. Bezüglich Hamilton schrieb Angelica: „Wenn du so großzügig wie die alten Römer wärst, würdest du ihn mir für eine Weile ausleihen!“ Angelicas lange Abwesenheit von Amerika, das nie getrübte Verhältnis zwischen den Schwestern und die Verehrung, die Hamilton sein Leben lang von der ganzen Familie Schuyler entgegengebracht wurde, weisen nach Chernows Einschätzung darauf hin, dass es nie eine Affäre zwischen den beiden gab.

## Rezeption
Im 2015 mit einem Tony Award als bestes Musical ausgezeichneten Hamilton von Lin-Manuel Miranda wurde die Rolle der Angelica mit Renée Elise Goldsberry am Broadway-Theater prominent besetzt, Goldsberry stellte Angelica auch in der Verfilmung des Musicals von 2020 dar. 
Das Stück zeigt Angelica als außergewöhnlich geistreiche und humorvolle Frau. Dargestellt wird auch die Vertrautheit der Beziehung zu Hamilton. Ihr Teil im Song Helpless verweist auf den oben angeführten „Lend him to me“-Brief. Das Musical folgt der Interpretation, dass sie in Hamilton verliebt ist, aber für die Liebe ihrer Schwester Eliza zurücktritt.